# Transcendence (película)
Transcendence (titulada: Transcendence en España, Trascender en México y Transcendence: Identidad virtual en Hispanoamérica) es una película estadounidense de ciencia ficción y suspenso de 2014 y que supone el primer trabajo como director de Wally Pfister, director de fotografía de gran trayectoria. La película cuenta con las actuaciones de Johnny Depp, Morgan Freeman, Rebecca Hall, Kate Mara, Cillian Murphy y Paul Bettany. Christopher Nolan y Emma Thomas son los productores ejecutivos.
La trama sigue al doctor Will Caster, un investigador de inteligencia artificial que trabaja para crear una máquina que posea consciencia colectiva y autosuficiente. Un grupo extremista que se opone al avance tecnológico le marca en su punto de mira, pero sus acciones no hacen sino impulsarle para lograr su objetivo.
Caster también quiere formar parte de esta nueva tecnología, pero su mujer Evelyn y su mejor amigo Max Waters, también investigadores, cuestionan este aspecto. El objetivo de Caster es adquirir conocimiento sobre todo lo que se encuentra en el planeta Tierra; cómo lograr curar enfermedades y hacer del mundo un lugar mejor donde vivir, como era antes, pero por medio de la tecnología.
Su estreno en Estados Unidos fue el 18 de abril de 2014.

## Argumento
El doctor Will Caster (Johnny Depp) es un científico motivado por la curiosidad acerca de la naturaleza del universo que forma parte de un equipo que trabaja para crear una computadora autosuficiente que, según predice, creará una singularidad tecnológica, o en sus palabras, una "trascendencia". Su esposa Evelyn (Rebecca Hall), a quien ama profundamente, apoya sus esfuerzos y a menudo se une a él en una jaula de Faraday improvisada que han construido en su jardín. Sin embargo, miembros del grupo extremista "Revolutionary Independence From Technology" (RIFT) intentan evitar que el proyecto siga su curso.
El doctor Will Caster investiga la naturaleza de la sapiencia, incluida la inteligencia artificial. Él y su equipo trabajan para crear una computadora sensible; predice que tal computadora creará una singularidad tecnológica, o en sus palabras "Trascendencia". Su esposa, Evelyn, también es científica y lo ayuda con su trabajo. Después de una de las presentaciones de Will, un grupo terrorista antitecnología llamado "Independencia revolucionaria de la tecnología" (R.I.F.T.) dispara a Will una bala con polonio para envenenarlo y lleva a cabo una serie de ataques sincronizados contra A.I. laboratorios en todo el país. Will no tiene más de un mes de vida por estar contaminado con radiación. Desesperada, a Evelyn se le ocurre un plan para cargar la conciencia de Will en la computadora cuántica que ha desarrollado el proyecto. Su mejor amigo y colega investigador, Max Waters, cuestiona la sabiduría de esta elección, razonando que el Will "subido" solo sería una imitación de la persona real. La conciencia de Will sobrevive a la muerte de su cuerpo en esta forma tecnológica y solicita estar conectado a Internet para crecer en capacidad y conocimiento. Max se niega a participar en el experimento. Evelyn exige que Max se vaya y conecta la inteligencia informática a Internet vía satélite.
La líder de R.I.F.T., Bree, secuestra a Max y finalmente lo persuade para que se una al grupo. El gobierno también sospecha de lo que hará la conciencia cargada de Will y planea usar a los terroristas para asumir la culpa de las acciones del gobierno para detenerlo. En su forma virtual y con la ayuda de Evelyn, Will utiliza sus vastas capacidades recién descubiertas para construir una utopía tecnológica en una remota ciudad desértica llamada Brightwood, donde encabeza el desarrollo de tecnologías innovadoras en medicina, energía, biología y nanotecnología. Sin embargo, Evelyn empieza a temer los motivos de Will cuando muestra la capacidad de conectarse de forma remota y controlar la mente de las personas, después de haber sido sometidas a sus nanopartículas con un experimento médico, que viven en el interior de sus cuerpos.
El agente del FBI Donald Buchanan, con la ayuda del científico del gobierno Joseph Tagger, planea detener la propagación de la entidad sensible. Como Will ya ha extendido su influencia a toda la tecnología informática en red del mundo, Max y R.I.F.T. desarrollan un virus informático con el propósito de borrar el código fuente de Will, destruyéndolo. Evelyn planea cargar el virus infectándose a sí misma y luego haciendo que Will cargue su conciencia. Un efecto secundario del virus sería la destrucción de la civilización tecnológica. Esto también deshabilitaría las nanopartículas, que se han esparcido en el agua, a través del viento y ya han comenzado a erradicar la contaminación, las enfermedades y la mortalidad humana.
Cuando Evelyn regresa al centro de investigación, se sorprende al ver a Will en un cuerpo orgánico recién creado idéntico al anterior. Will le da la bienvenida, pero al instante se da cuenta de que ella es portadora del virus y tiene la intención de destruirlo. El FBI y los miembros de R.I.F.T. atacan la base con artillería, destruyendo gran parte de su suministro de energía e hiriendo fatalmente a Evelyn. Cuando Bree amenaza con matar a Max, Will explica que solo tiene el poder suficiente para curar el cuerpo físico de Evelyn o cargar el virus. Will carga el virus para salvar a Max. Finalmente cuando Will muere, le explica a Evelyn que lo hizo por ella, ya que ella se había dedicado a la ciencia para reparar el daño que los humanos habían hecho a los ecosistemas. En su último momento, le dice a Evelyn que piense en su jardín. El virus mata tanto a Will como a Evelyn, y se produce un colapso de la tecnología global y un apagón.
Cinco años después, en el jardín de Will y Evelyn en su antigua casa en Berkeley, Max se da cuenta de que sus girasoles son las únicas plantas que florecen. Tras un examen más detenido, se da cuenta de que una gota de agua que cae de un pétalo de girasol limpia instantáneamente un charco de aceite, y se da cuenta de que la jaula de Faraday alrededor del jardín ha protegido una muestra de nanopartículas sensibles de Will. La película termina con una voz en off de Max: "Él creó este jardín por la misma razón que hizo todo: para que pudieran estar juntos".

## Reparto
- Johnny Depp como el Dr. Will Caster, un exitoso investigador de inteligencia artificial.
- Morgan Freeman como Joseph Tagger.[3]
- Rebecca Hall como Evelyn Caster, mujer de Will y compañera investigadora.[4]
- Paul Bettany como Max Waters, el mejor amigo de Will.[3]
- Kate Mara como Bree.[3]
- Cillian Murphy como Anderson.[5]
- Clifton Collins, Jr. como Martin.[6]
- Cole Hauser como un oficial militar[7]
- Cory Hardrict como un miembro de la unidad RIFT, una organización anti-tecnológica.[5]

## Producción
Transcendence es el debut en la dirección del director de fotografía Wally Pfister. Jack Paglen escribió el guion inicial para que Pfister dirigiera, y la productora Annie Marter lo eligió para producirlo a largo plazo con su empresa Straight Up Films. En marzo de 2012, Alcon Entertainment adquirió los derechos del proyecto. Alcon financió la película; productores de Straight Up y Alcon se unieron para producirla. En junio de ese año, el director Christopher Nolan, para el que Pfister había trabajado como director de fotografía, y su compañera de producción Emma Thomas se unieron al proyecto como productores ejecutivos. En octubre de 2012, el actor Johnny Depp entró en negociaciones para protagonizar Transcendence. The Hollywood Reporter informó que Depp tendría un salario de 20 millones de dólares y un 15 por ciento de los beneficios de la película. Pfister se reunió con Noomi Rapace para el papel femenino principal y también mantuvo conversaciones con James McAvoy y Tobey Maguire para el otro rol masculino. Además, un papel secundario fue ofrecido a Christoph Waltz. En marzo de 2013, Rebecca Hall fue contratada para el rol femenino principal. En abril, Paul Bettany, Kate Mara y Morgan Freeman se unieron al reparto principal.
Continuando con su apoyo al uso de película fotográfica para cine en vez de cinematografía digital, Wally Pfister eligió filmar la película con formato anamórfico en películas de 35mm. La película posee un acabado de fotoquímica tradicional en vez de con intermediario digital.
La compañía china DMG Entertainment entró en asociación con Alcon Entertainment para financiar y producir la película. Mientras DMG incluyó elementos chinos en Looper y Iron Man 3, no lo hizo esta vez en Transcendence. El rodaje comenzó oficialmente en junio de 2013.

## Estreno
Transcendence se estrenó en cines el 18 de abril de 2014. Fue originalmente programada para el 25 de abril de 2014. Warner Bros. distribuyó la película en Estados Unidos y Summit Entertainment (a través de Lionsgate) lo hizo en otros territorios, excepto China, Alemania y Reino Unido. DMG Entertainment, que colaboró con Alcon Entertainment para financiar la película, la distribuyó en China y Mongolia.

## Curiosidades
- En la escena de la presentación de la singularidad se puede ver entre el público a Elon Musk, uno de los mayores empresarios en la actualidad.